# Programa Estadual de Proteção e Defesa do Consumidor
Programa Estadual de Proteção e Defesa do Consumidor, DECON, é um departamento estadual de Polícia do Consumidor. Recebe denúncias de crimes contra as relações de consumo, instaurando inquérito policial para apurar os fatos. Concluído o inquérito, este é enviado ao Ministério Público, que decide pela apresentação (ou não) da denúncia, podendo gerar uma uma ação penal.
Os primeiros DECONs, do Ceará e de Santa Catarina, foram criados antes do Código de Defesa do Consumidor em 1985 e 1983.
Atualmente cada estado possui um DECON com administração ligado ao governo estadual.